# Rattus lutreolus
Rattus lutreolus is een rat die voorkomt in Australië, in het oosten van Queensland (ondersoort lacus), van Zuidoost-Queensland tot Zuidoost-Zuid-Australië (ondersoort lutreolus) en op Tasmanië (ondersoort velutinus). Op het vasteland leeft hij in allerlei natte, dichte vegetaties. De ondersoort uit Queensland, lacus, leeft alleen in hooglandregenwoud. De Tasmaanse ondersoort velutinus leeft in alle soorten bos tot op 1600 m hoogte.
De rugvacht is lang, dicht en rood-, chocolade- of donkerbruin. De buik is lichtgrijs. De achtervoeten zijn donkerbruin. De oren zijn kort, rond en donkergrijs. De ogen zijn klein. De staart is naakt en donkergrijs of donkerbruin van kleur. De kop-romplengte bedraagt 120 tot 200 mm, de staartlengte 80 tot 145 mm, de achtervoetlengte 27 tot 35 mm, de oorlengte 15 tot 20 mm en het gewicht 55 tot 160 gram. Vrouwtjes van de Tasmaanse ondersoort velutinus hebben 2+2=8 mammae, vrouwtjes van de andere ondersoorten hebben er 1+2+2=10.
Deze soort leeft op de grond en is zowel overdag als 's nachts actief. Hij bouwt paden door dichte vegetatie en graaft ook holen. Deze rat eet hoofdzakelijk gras en zegge.
Er zijn drie ondersoorten:
- Rattus lutreolus lacus (hooglandregenwoud tussen Atherton Tableland en Paluma in het oosten van Queensland)
- Rattus lutreolus lutreolus (langs de kust van het zuidoosten van Queensland tot het zuidoosten van Zuid-Australië; K'gari (Fraser Island), Queensland; Kangaroo Island, Zuid-Australië)
- Rattus lutreolus velutinus (Tasmanië, Furneaux Group en Kingeiland)